# 全长

全長 & LWL 水線長

全长，也称总长，通常缩写为（LOA，O/A，O.A.或OA）是指船只从船首最前端到船尾最后端的水平距离。描述船隻大小時，通常以全长來表示。船隻泊岸，計算泊位費時，收費標準即以全长來計算（如2.5鎊/尺。）
全长一般只計算船殼首尾的長度，不包括諸如帆船的船首斜桅及其他船殼上的飾品。

## 脚注
1. ↑  . 上海交通大学出版社. : pp.7. ISBN 9-787-313-17996-8.
2. ↑  . Mosquito Creek Marina.   [2009-07-13]. （原始内容存档于2009-07-09）.
3. ↑  . Westlawn Institute of Marine Technology.   [2009-07-13]. （原始内容存档于2010-01-23）.